# 戈盧布涅 (扎里奇涅區)
51°47′36″N 25°57′8″E / 51.79333°N 25.95222°E
戈盧布涅（烏克蘭語：Голубне），是烏克蘭西北部的村莊，隸屬里夫內州的瓦拉什區。該村始建於1593年，面積15.8平方公里，海拔高度142米，2001年人口127，人口密度每平方公里8.02人。